# Nocturno (Schubert)
El Nocturno en mi bemol mayor, opus 148 (D. 897), también llamado Adagio, es un trío para pianos de Franz Schubert. Fue terminado durante el otoño de 1827, un año antes de la muerte del autor.

## Descripción
Este nocturno tiene algunas afinidades con los movimientos lentos del Quinteto de cuerdas en do mayor D. 956, y el Trío para piano n.º 1, D 898. Probablemente es un movimiento lento rehusado del segundo.
La idea temática principal tiene una característica en común con la mayoría de ideas melódicas más celebradas de Schubert, incluyendo los segundos temas tanto del primer movimiento del Quinteto de cuerda en do mayor, como de la Sinfonía n.º 8, 'Inacabada'.

## Estructura formal
El Nocturno tiene una estructura de forma ternaria (ABABA). El primer episodio está en la tonalidad napolitana, con la supertónica mayor rebajada (teóricamente es un fa mayor, pero está como mi mayor). La idea melódica principal del episodio son tres notas, con figuras rítmicas con puntet, que da un ambiente marcial, como una marcha, a pesar de la lentitud subyacente de la música que proporciona un contraste con la sección inicial que no altera la unidad de la obra.
El segundo episodio repite el material del primero, pero en la tonalidad de la submediante mayor, do mayor.
Al final de los dos episodios, en la transición, aparece al material musical del inicio. La primera de estas transiciones empieza hace mayor, la tonalidad en que ha acabado el primer episodio, y se desarrolla mediante una serie de modulaciones hasta llegar a la tonalidad principal, mi bemol.
La segunda transición es innecesaria tonalmente hablando, en el sentido que el episodio antes ya había llegado a la tónica, mi bemol, con una cadencia enfática. Pero Schubert disfraza este hecho para llevar a cabo otro golpe de efecto yendo a hace mayor otro golpe, la tonalidad en que había acabado el primer episodio. Schubert aprovecha esta "excursión musical" como una oportunidad para hacer progresiones armónicas más alejadas.
En su tercera aparición, la melodía inicial se presenta ornamentada con trinos en el registro superior del piano.

## Uso en los medios de comunicación
El Nocturno fue utilizado de manera intermitente como música de fondo en la serie de la BBC Radio 4 de The Portrait of a Lady (El retrato de una señora) de Henry James, el julio de 2008. También en la escena de final de la película Shall We Kiss? (¿Nos besamos?), así como en algunos episodios de la tercera temporada de la serie televisiva americana Hannibal.